# Liste der Naturdenkmale in Auenwald
| Naturdenkmale | Anzahl |
| ------------- | ------ |
| FND           | 15     |
| END           | 1      |
| Gesamt        | 16     |

Die Liste der Naturdenkmale in Auenwald nennt die verordneten Naturdenkmale (ND) der im baden-württembergischen Rems-Murr-Kreis liegenden Gemeinde Auenwald. In Auenwald gibt es insgesamt sechzehn als Naturdenkmal geschützte Objekte, davon fünfzehn flächenhafte Naturdenkmale (FND) und ein Einzelgebilde-Naturdenkmal (END).
Stand: 5. Juni 2025.

## Flächenhafte Naturdenkmale (FND)
| Name                                                    | Bild | Kennung     | Einzelheiten              | Position | Fläche Hektar | Datum         |
| ------------------------------------------------------- | ---- | ----------- | ------------------------- | -------- | ------------- | ------------- |
| Artenreicher Waldsaum mit Eiche und Feuchtwiese         | BW   | 81190060001 | Auenwald                  | ⊙        | 0,9           | 31. Dez. 1986 |
| Blockhalde am Talabhang des Däfernbaches                |      | 81190060006 | Auenwald                  | ⊙        | 3,1           | 31. Dez. 1986 |
| Feuchtgebiet östlich von Unterbrüden                    | BW   | 81190060007 | Auenwald                  | ⊙        | 0,4           | 31. Dez. 1986 |
| Feuchtgebiet                                            | BW   | 81190060016 | Auenwald                  | ⊙        | 0,3           | 13. Nov. 1992 |
| Feuchtwiesenmulde                                       | BW   | 81190060002 | Auenwald                  | ⊙        | 0,0           | 31. Dez. 1986 |
| Hohlweg östlich des Friedhofs                           | BW   | 81190060014 | Auenwald                  | ⊙        | 0,5           | 13. Nov. 1992 |
| Kalksinterquelle, Bachlauf und Gehölz                   | BW   | 81190060012 | Auenwald                  | ⊙        | 0,2           | 13. Nov. 1992 |
| Klinge am Däfernbach                                    | BW   | 81190060005 | Auenwald                  | ⊙        | 0,9           | 31. Dez. 1986 |
| Linde und Teich beim Trailhof                           | BW   | 81190060011 | Auenwald                  | ⊙        | 0,0           | 17. Aug. 1981 |
| Lösshohlweg                                             | BW   | 81190060009 | Auenwald                  | ⊙        | 1,0           | 31. Dez. 1986 |
| Schilfbestand                                           |      | 81190060004 | Auenwald                  | ⊙        | 0,2           | 31. Dez. 1986 |
| Tälchen in den Gewannen „Biermann“ und „Blinde Reisach“ | BW   | 81190830002 | Auenwald, Weissach im Tal | ⊙        | 4,4           | 31. Dez. 1986 |
| Verwildertes Obstgrundstück und Trockenwiese            | BW   | 81190060015 | Auenwald                  | ⊙        | 0,5           | 13. Nov. 1992 |
| Waldwiese mit Heideflächen                              | BW   | 81190060013 | Auenwald                  | ⊙        | 0,9           | 13. Nov. 1992 |
| Zwei Hohlwege                                           | BW   | 81190060017 | Auenwald                  | ⊙        | 0,3           | 13. Nov. 1992 |
| Legende für Naturdenkmal                                |      |             |                           |          |               |               |

## Einzelgebilde (END)
| Name                     | Bild | Kennung     | Einzelheiten | Position | Fläche Hektar | Datum         |
| ------------------------ | ---- | ----------- | ------------ | -------- | ------------- | ------------- |
| Linde                    | BW   | 81190060010 | Auenwald     | ⊙        | 0,0           | 23. Aug. 1979 |
| Legende für Naturdenkmal |      |             |              |          |               |               |

## Ehemalige Naturdenkmale
| Name                           | Bild | Kennung | Einzelheiten    | Position | Fläche Hektar | Datum         |
| ------------------------------ | ---- | ------- | --------------- | -------- | ------------- | ------------- |
| Standort des Hirschzungenfarns |      |         | Auenwald Däfern | ???      | 0,0           | 23. Aug. 1979 |
| Legende für Naturdenkmal       |      |         |                 |          |               |               |